# Platja de la Bassa de l'Arena
La platja de la Bassa de l'Arena, o platja del Nen Perdut, és una platja natural de municipi de Deltebre (Baix Ebre), situada a la zona humida dels Salobrars del Nen Perdut, al Parc Natural del Delta de l'Ebre. Limita al nord amb la Gola del Pal, canal de desembocadura de la bassa de l'Estella, que la separa de la platja de la Marquesa, i al sud resta oberta a la platja de Riumar. Orientada al nord-est, té una longitud de 3.297 metres i una amplada mitjana de 56 metres, formada per sorra fina, amb un cordó dunar amb rereduna. Darrera la platja hi ha camps d'arrossars i la bassa del Canal Vell.
A la zona més propera a la platja de la Marquesa s'hi practica el nudisme. Disposa d'una zona habilitada per a gossos, al sud de la platja, de 500 metres de longitud. En tota la platja està permesa la pesca.